# Christophe Lambert (publicitaire)
Pour les articles homonymes, voir Lambert et Christophe Lambert (homonymie).
Christophe Lambert, né le 10 octobre 1964 à Fontenay-sous-Bois et mort le 13 mai 2016 à Marseille, est un publicitaire, écrivain et conseiller en communication politique français.

## Biographie
Benjamin de trois garçons, Christophe Lambert a grandi à Neuilly-sur-Seine. Diplômé de sciences politiques au Canada, il choisit la même branche que son père : la publicité.
En 1984, il devient chef de publicité chez Mc Cann Erickson Paris.
Après un passage chez BDDP comme directeur général adjoint (il épouse à l'époque la cofondatrice de l'agence, Marie-Catherine Dupuy), il fait un passage éclair chez Opera RLC puis chez Euro RSCG qu'il préside à partir de 1990, puis CLM/BBDO dont il est le PDG à partir de 1996 avant de prendre la tête de l'agence Publicis Conseil en 2003,. 
Il quitte Publicis en 2006 pour créer « FFL » avec Fred & Farid en janvier 2007. Mais l'association des trois publicitaires ne dure pas : Christophe Lambert quitte la société en septembre 2008.
Il crée alors avec le cinéaste Luc Besson l'agence de publicité Blue Advertainment, « la première agence française d'advertainment » (mélange entre la publicité - advertising - et le divertissement - entertainment),. Elle est située dans la Cité du Cinéma de Luc Besson à Saint-Denis. Durant l'année 2009, l'agence obtient entre autres clients, l'Union pour un mouvement populaire, parti politique pour lequel elle élabore une nouvelle plate-forme de communication autour de Nicolas Sarkozy, « les créateurs de possibles »,.
En février 2009, à la suite de l'utilisation sans autorisation d'une chanson du groupe MGMT lors de deux meetings de l'UMP ainsi que dans une vidéo sur Internet, l'avocate du groupe de rock électronique rapporte que « Blue Advertainment, agence responsable de la communication de l'UMP, [...] reconnaît avoir commis une erreur non intentionnelle, par « manque de vigilance », et lui propose « à titre symbolique » un euro d'indemnisation pour le préjudice subi ». L'UMP trouvera un accord à l'amiable avec MGMT en payant 30 000 euros de dommages et intérêts.
En 2009, il devient conseiller en communication de l'homme politique Jean Sarkozy. Il participe aussi à la communication de la liste UMP en Provence-Alpes-Côte d'Azur pour les élections régionales françaises de 2010.
En juillet 2010, il devient directeur général d'EuropaCorp, le studio de cinéma de Luc Besson. Il devient par la même occasion à partir de 2013, un des producteurs de longs-métrages de la même société.
En février 2016, il démissionne d'EuropaCorp, voulant créer sa propre activité de production.
Christophe Lambert meurt le 13 mai 2016, à l'hôpital Nord de Marseille, à la suite d'un cancer des poumons foudroyant découvert deux mois plus tôt, à l'âge de 51 ans,.

### Vie privée
En 1987, il épouse Anne-Marie Cahier, mariage qui durera un peu plus de deux ans.[réf. souhaitée]
En 1991, il épouse la cofondatrice de l'agence BDDP, Marie-Catherine Dupuy,. Ils ont un fils, Camille Lambert.[réf. souhaitée]
En 2004, il se marie avec Marie Sara, femme torera à cheval. Ils ont une fille nommée Rébecca née en décembre 2000 et un fils nommé Lalo né en avril 2002.

## Publication
- La Société de la peur, Paris, Éditions Plon, 25 août 2005 (ISBN 978-2259202978)

## Producteur
- 2013 : Möbius, d'Éric Rochant
- 2013 : 20 ans d'écart, de David Moreau
- 2013 : Les Invincibles, de Frédéric Berthe
- 2014 : Jamais le premier soir, de Mélissa Drigeard
- 2014 : Lucy de Luc Besson
- 2016 : Ma vie de chat de Barry Sonnenfeld